# Pamplona (Camarines Sur)
Pamplona ist eine philippinische Stadtgemeinde in der Provinz Camarines Sur. Sie hat 36.390 Einwohner (Zensus 1. August 2015). Eine regelmäßige Eisenbahnverbindung besteht zwischen Manila und Pamplona, sie wird von der Philippine National Railways betrieben.

## Baranggays
Pamplona ist politisch in 17 Baranggays unterteilt.
| - Batang - Burabod - Cagbibi - Cagbunga - Calawat - Del Rosario - Patong - Poblacion - Salvacion | - San Gabriel - San Isidro - San Rafael - San Ramon - San Vicente - Veneracion (Taguilid) - Tambo - Tampadong |